# Haillicourt
Haillicourt és un municipi francès situat al departament del Pas de Calais i a la regió dels Alts de França. L'any 2007 tenia 4.963 habitants.

## Demografia

### Població
El 2007 la població de fet de Haillicourt era de 4.963 persones. Hi havia 1.902 famílies de les quals 544 eren unipersonals (216 homes vivint sols i 328 dones vivint soles), 513 parelles sense fills, 633 parelles amb fills i 212 famílies monoparentals amb fills.
La població ha evolucionat segons el següent gràfic:
Habitants censats

### Habitatges
El 2007 hi havia 2.069 habitatges, 1.971 eren l'habitatge principal de la família, 3 eren segones residències i 95 estaven desocupats. 1.941 eren cases i 104 eren apartaments. Dels 1.971 habitatges principals, 919 estaven ocupats pels seus propietaris, 984 estaven llogats i ocupats pels llogaters i 68 estaven cedits a títol gratuït; 25 tenien una cambra, 65 en tenien dues, 320 en tenien tres, 538 en tenien quatre i 1.023 en tenien cinc o més. 1.120 habitatges disposaven pel capbaix d'una plaça de pàrquing. A 924 habitatges hi havia un automòbil i a 607 n'hi havia dos o més.

### Piràmide de població
La piràmide de població per edats i sexe el 2009 era:
| Homes | Edats   | Dones |
| ----- | ------- | ----- |
| 0     | 95 o +  | 0     |
| 0     | 90 a 94 | 16    |
| 16    | 85 a 89 | 36    |
| 48    | 80 a 84 | 76    |
| 52    | 75 a 79 | 140   |
| 80    | 70 a 74 | 132   |
| 112   | 65 a 69 | 140   |
| 116   | 60 a 64 | 148   |
| 104   | 55 a 59 | 80    |
| 148   | 50 a 54 | 204   |
| 188   | 45 a 49 | 192   |
| 172   | 40 a 44 | 144   |
| 172   | 35 a 39 | 176   |
| 164   | 30 a 34 | 200   |
| 180   | 25 a 29 | 116   |
| 208   | 20 a 24 | 164   |
| 168   | 15 a 19 | 240   |
| 204   | 10 a 14 | 176   |
| 140   | 5 a 9   | 144   |
| 136   | 0 a 4   | 116   |

## Economia
El 2007 la població en edat de treballar era de 3.186 persones, 2.025 eren actives i 1.161 eren inactives. De les 2.025 persones actives 1.685 estaven ocupades (990 homes i 695 dones) i 340 estaven aturades (154 homes i 186 dones). De les 1.161 persones inactives 309 estaven jubilades, 317 estaven estudiant i 535 estaven classificades com a «altres inactius».

### Ingressos
El 2009 a Haillicourt hi havia 1.947 unitats fiscals que integraven 4.911,5 persones, la mediana anual d'ingressos fiscals per persona era de 13.299 €.

### Activitats econòmiques
Dels 102 establiments que hi havia el 2007, 2 eren d'empreses alimentàries, 5 d'empreses de fabricació d'altres productes industrials, 22 d'empreses de construcció, 26 d'empreses de comerç i reparació d'automòbils, 3 d'empreses de transport, 9 d'empreses d'hostatgeria i restauració, 1 d'una empresa d'informació i comunicació, 2 d'empreses financeres, 3 d'empreses immobiliàries, 5 d'empreses de serveis, 13 d'entitats de l'administració pública i 11 d'empreses classificades com a «altres activitats de serveis».
Dels 41 establiments de servei als particulars que hi havia el 2009, 1 era una oficina de correu, 2 funeràries, 5 tallers de reparació d'automòbils i de material agrícola, 1 taller d'inspecció tècnica de vehicles, 2 autoescoles, 3 guixaires pintors, 1 fusteria, 5 lampisteries, 1 electricista, 9 empreses de construcció, 7 perruqueries, 3 restaurants i 1 saló de bellesa.
Dels 10 establiments comercials que hi havia el 2009, 2 eren supermercats, 1 una botiga de més de 120 m², 1 una botiga de menys de 120 m², 3 carnisseries, 1 una llibreria i 2 floristeries.
L'any 2000 a Haillicourt hi havia 3 explotacions agrícoles.

## Equipaments sanitaris i escolars
El 2009 hi havia 2 farmàcies i 2 ambulàncies.
El 2009 hi havia 2 escoles maternals i 2 escoles elementals.

## Poblacions més properes
El següent diagrama mostra les poblacions més properes.